# Ancona Open 1982
Il Ancona Open 1982 è stato un torneo di tennis giocato sul sintetico indoor.
È stata la 1ª edizione del torneo, che fa parte del Volvo Grand Prix 1982.
Si è giocato ad Ancona in Italia, dal 15 al 21 novembre 1982.

## Campioni

### Singolare
Anders Järryd ha battuto in finale  Mike De Palmer, 6-3, 6-2

### Doppio
Anders Järryd /  Hans Simonsson hanno battuto in finale  Tim Gullikson /  Bernard Mitton, 6-4, 6-3